# Kornfeld Zsigmond
Báró Kornfeld Zsigmond (Goltsch-Jenikau, Csehország, 1852. március 27. – Budapest, 1909. március 24.) bankár, a Magyar Általános Hitelbank vezérigazgatója.

## Családja, származása
A morvaországi Iglauhoz (Ma: Jihlava) közel eső kis szülőfalujában apja egy kis szeszfőzde haszonbérlője volt. Apjának testvére, a helyi rabbi, Kornfeld Áron volt. Testvérei orvossá, ügyvéddé lettek. Zsigmond rabbinak készült, de miután apja megvakult, majd az 1860-as évek közepén meg is halt, kénytelen volt gimnáziumi tanulmányait megszakítani. A gyenge fizikumú, testalkatú Zsigmondnak 14 éves korától dolgoznia kellett.

## Pályája
A Thorsch M. fiai és a Wahrmann és fia bankházaiban kapott először munkát Prágában. Úgynevezett "mindenes" volt, napi 10-12 órát is dolgozott. Bécsbe és Párizsba küldték már 20 éves korában. 1871-ben a körülzárt Párizsban volt éppen a kommün idején. Visszatérte után a Böhmischer Bankverein alkalmazottja, majd rövid idő múlva a Credit-Anstalt prágai fiókjának vezetőhelyettese lett. 1877 decemberében Bécsben Rothschild Alberttel tárgyalt, aki kiszemelte, hogy a Magyar Általános Hitelbankhoz küldje instruktorként Budapestre. 1878. március 13-tól kezdte itt működését, mint igazgatósági tag.
Bosznia-Hercegovina 1878 júliusi okkupációjához az eszközöket a Rothschild-érdekeltségű bankok biztosították. Ezügyben több ízben utazott Kornfeld Zsigmond Párizsba.
1879-ben állapodott meg végleg Budapesten, s feleségül vette Frankfurter Borbálát (Bettyt), aki komoly hozománnyal járult a családi vagyonhoz. Gyermekeik: György (1880-1902), Mária (a későbbi dr. domonyi Domony Móricné 1881-1939), Móric (1882. december 30. - 1967. november 4.), Pál (1884-1958) és Ferenc (1897-1945) voltak. 1885-ben kezdett el tanulni magyarul, s az 1890-es években már jól olvasott és írt.
Az első magyar pénzintézet, a Magyar Általános Hitelbank igazgatójaként feladata a bank személyes képviselete volt, s a tényleges irányítás, bár a bank formális vezetője nem ő volt, hanem Pallavicini Ede őrgróf. 1894-től adódott lehetősége a függetlenedésre, amikor a Magyar Általános Hitelbank és Credit-Anstalt szerződését nem meghosszabbították, hanem megújították. 1895-től ő felügyelte a bank személyzetét, s ettől kezdve haláláig ő lett a vezérigazgató.
A sajtót befolyásos "nagyhatalomnak" tekintette, jó embere és támogatója volt Miklós Andor, a Pesti Napló üzleti újságírója, a későbbi sajtó-mágnás, Az Est-lapok szerkesztője és tulajdonosa..
Anyagi helyzetére jellemző volt, hogy vezérigazgatói szerződése értelmében 2000 koronás évi fizetése mellett évi 10 ezer korona költségtérítést (lakbér-támogatást) kapott, s a nyereségtől függő egyéb jövedelmei is voltak.
Kora pénzügyi életének kiemelkedő hatású alakja volt. Számos jelentős vállalat alapításában vett részt, így például a Magyar Folyam és Tengerhajózási Rt., Fiumei Kőolajfinomító Rt. alapításában, melyeknek elnöke lett. Ugyancsak közreműködött a Budapesti Giró- és Pénztáregylet megalapításában, amely az ingó tőke forgalmának megkönnyítésére és biztonságossá tételére jött létre, s előbbieknek igazgatója volt. Igazgatója volt még a Ganz Villamossági Rt.-nek, a Credit Anstalt budapesti fiókjának, a Ganz-Danubius Rt.-nek és a Beočini Cementgyár Rt.-nek.

## Az új földesúr
1890-ben vásárolta meg a rakovicai (Trencsén vármegye) birtokot, ahol mintegy kegyúri jogokat gyakorolva, az ott élő izraelitáknak zsinagógát építtetett. A birtok kezelését korszerű módszerekkel végeztette.

## Közéleti szereplése, kitüntetései
- 1890-ben III. oszt. Vaskorona-renddel tüntették ki.
- 1891-től a Budapesti Áru- és Értéktőzsde tanácstagja volt.
- 1893-ban kapta meg a II. oszt. Vaskorona-rendet.
- 1896-ban a Pesti Izraelita Hitközség képviselő-testületének tagja, majd elöljáró, később elnökhelyettese volt.
- 1899-től a Budapesti Áru- és Értéktőzsde elnöke volt.
- 1902-től a főrendiház tagjává nevezték ki.
- 1909. február 22-én bárói címet szerzett adományként Ferenc József magyar királytól.